# 二氧化鉛
二氧化鉛或過氧化鉛，化學式PbO2，常溫時為棕色結晶或粉末，几乎不溶于水，有强氧化性。

## 制备
二氧化鉛可由四氧化三鉛與硝酸作用而得。反應式：
Pb3O4 + 4HNO3 → PbO2 + 2Pb(NO3)2 + 2H2O

## 化学性质

### 不稳定性
二氧化铅受热分解：
PbO2  → Pb12O19 → Pb12O17 → Pb3O4 → PbO

### 强氧化性
由于惰性电子对效应，二氧化铅具有很强的氧化性，在常温即可将盐酸氧化成氯气：
PbO2 + 4 HCl → PbCl2 + 2 H2O + Cl2
也可以将浓硫酸氧化，放出氧气：
2 PbO2 + 2 H2SO4 → 2 PbSO4 + 2 H2O + O2
二氧化铅与碳共热，即可剧烈反应，产生火光和金属铅：
2 PbO2 + C → 2 PbO + CO2
PbO2 + C → Pb + CO2
此外，在酸性条件下，铅单质与二氧化铅可以发生归中反应，这也是铅酸蓄电池放电时的工作原理

### 和碱反应
与强碱溶液反应，得铅酸盐：
PbO2 + 2 NaOH + 2 H2O → Na2[Pb(OH)6]
和熔融的强碱反应，可以得到M4[PbO4]。

## 用途
二氧化鉛可製造鉛蓄電池的極板。加熱產生氧氣。与硫、赤磷等可燃物混合研磨则发火，可用作火柴的原料。
二氧化铅也常用于实验室制备其他的高价化合物：
2 MnSO4 + 5 PbO2 + 6 HNO3 → 2 HMnO4 + 2 PbSO4 + 3 Pb(NO3)2 + 2 H2O
2 Cr(OH)3 + 10 KOH + 3 PbO2 → 2 K2CrO4 + 3 K2PbO2 + 8 H2O

## 外部連結
- 化学品文档(江苏省环境监测中心)